# 日本女人 (绘画)
《日本女人》（法語：La Japonaise）是法国印象派画家克勞德·莫奈在1876年创作的油画。这幅画画在一张231.8cm*142.3cm的帆布上，描绘了一个穿着红色和服的欧洲女人站在一个有日本扇装饰的墙前面。该画作以莫奈的第一任妻子卡米耶·东西厄为模型而创作。
这幅画在1876年的第二届印象派画展中首次展出，现陈列于波士顿美术馆。
波士顿美术馆在1956年以45,000美元的价格购入《日本女人》，这幅画也是波士顿美术馆三幅主动购买的作品之一。

## 描述
在这幅作品中，莫奈描绘的卡米耶穿着一套属于知名日本女演员有填充材料并重度装饰的红色和服。黑发的卡米耶戴着金色假发，强调了她作为欧洲女性的身份，表明这幅画表现的是日本文化的表现和挪用，而不是真实的日本环境。
卡米耶的身体转向一侧，将她的脸展示给观众，这一手势可能是受到日本传统舞蹈手势的启发；描绘日本舞蹈的插图当时在欧洲很受欢迎，例如查尔斯·维格曼的《日本晚宴》。莫奈很可能从中汲取了灵感。
莫奈特别重视对卡米耶长袍上侍卫的细节刻画，他将武士的脸定位在画布中央附近。黑发、面部表情严肃、紧握腰带剑的武士与卡米耶的金发，优雅地拿着扇子，微笑形成强烈对比，再次引起人们对“日本”的环境中出现的欧洲女性的关注。卡米耶举起的右手拿着法国国旗颜色的折扇，这也出现在雷诺阿的一幅画中。
卡米耶和这幅画的人造文化背景之间的对比在团扇的背景下进一步增加。虽然大部分的扇面只是关于朦胧的印象派风景，左边的一幅画是丹顶鹤，但卡米耶举起的右手右侧的扇面将一个穿着和服和留着传统发型的日本女人画在玫瑰红色的背景上。与背景中的其他扇子形成鲜明对比，这个女人的脸向与卡米耶相反的方向倾斜时，它引起了注意，与另一个相呼应。当卡米耶微笑着看着观众时，扇子里的女人则是以十分惊讶的表情看着她的欧洲同伴。

## 创作动机
金钱是莫奈在19世纪60年代最大的捆擾之一。由于莫奈决定创作不适合国家赞助的沙龙展览的作品，他的父亲削减了他的津贴。尽管莫奈的作品在19世纪70年代初期得到艺术品经销商保罗·迪朗-吕埃尔的认可并定期购买后，他的财务状况有所改善。但由于 迪朗-吕埃尔发现这些画难以出售，對莫內的金援漸漸削弱；由于失去了这个重要的收入来源以及他搬进新房子增加的费用，莫奈从1874年开始陷入财务困境。
莫奈急需钱财，於是从朋友那里借来红色和服並创作了日本女人这幅画，并在 1876 年第二次印象派展览期间将这幅画连同其他 18 幅画作一起送到了迪朗-吕埃尔的画廊，这18幅画中包括著名的《撑洋伞的女人-莫内夫人和她的儿子》。鉴于此时日本风尚在法国很流行，莫奈希望他的《日本女人》以高价卖出，进而来缓解他的经济困难。

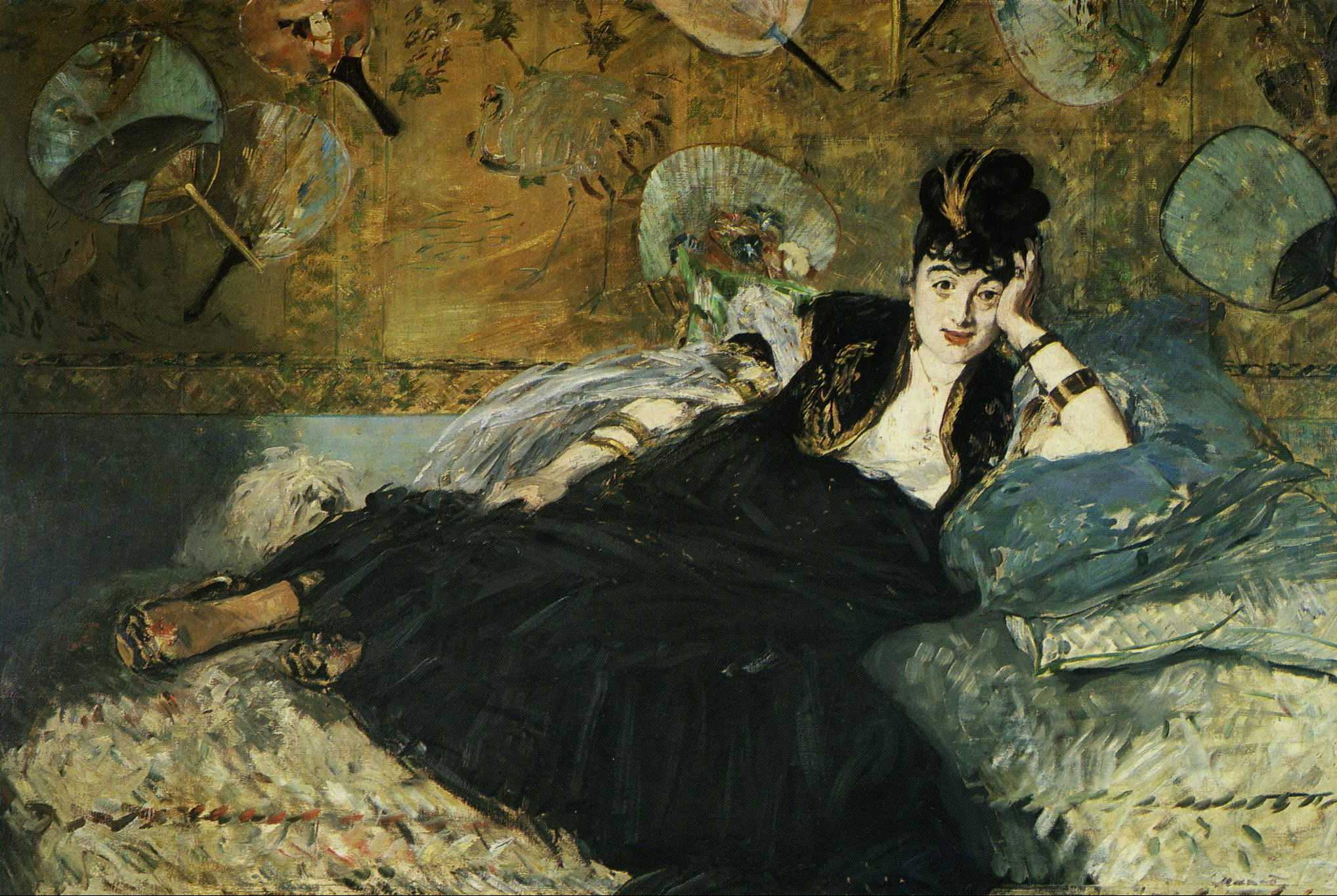
《持扇子的女士》（La Dame aux éventails）作者：爱德华·马奈，1873年

四十年之后，1918年，艺术品经销商乔治·贝尔南和勒内·然佩尔拜访了莫奈，并告诉他《日本女人》以非常体面的价格售出。莫奈据说曾说过为这幅绘画作品只是为了取悦市场而感到羞耻，并称其为“一件肮脏的东西”。一些学者认为，他可能比这些评论所暗示的更致力于这个主题；当创作这幅作品时，莫奈曾写信给著名艺术评论家和日本艺术品收藏家菲利普·比尔蒂说把细节丰富的和服画出来“太棒了”。其他学者认为，这封信可能是“广告”而不是莫奈的真话，其动机是希望影响对日本主义感兴趣的著名评论家，如比尔蒂。
创作这幅画的另一个可能的动机是，莫奈希望与他的朋友爱德华·马奈的作品《持扇子的女士》“竞争”。该作品以在1873年以尼娜·德·卡利亚斯为模版创作。没有确凿的证据表明莫奈在画《日本女人》之前曾看过这幅画，但他似乎是从马奈作品草图版画中得到了一些启事。该草图发表在1874年2月出版的图书上。杂志上的评论甚至将莫奈的作品描述为“跟风”。

## 批评
在1876年的第二次印象派展览中展出后，这幅画受到了艺术评论家的关注，但并不都是正面的。评论家埃米尔·佐拉和亚历山大·波泰称赞该作品的创新和大胆使用色彩，但许多评论家将其描述为“怪异”和性暗示。评论家西蒙·布比（Simon Boubée）在他的评论中写道：“他展示了一个穿着红色长袍的中国人，有两个脑袋，一个是肩膀上的半世人（堕落的女人），另一个是怪物，放在我们不敢说的地方。 ”其他作家指出，武士的头在长袍上的位置，再加上对拔出剑的描述，是非常具有暗示性的。卡米耶的“风骚”面部表情也被认为是色情象征的一部分。

批评似乎让莫奈感到尴尬。尽管他声称这幅作品是由一位秘密买家以令人难以置信的2,020法郎的高价购买的，他可能在展览结束前将作品撤出以防止被公众看到。很多艺术史家都质疑过这个破纪录的价格的真实性，并有各种不同的解释。有些人认为这是莫奈和欧内斯特·霍舍德的宣传噱头。霍舍德先以高价买下它，莫奈再偷偷将其回购。另一位艺术史学家认为，这次购买是一个“面子谎言”，旨在将公众的注意力从令人尴尬的批评上转移开。莫奈写给他的朋友爱德华·马奈的一封信中提到了这幅画，这一假设解释了这幅空前的高价不是真实的。莫奈写道：
“如果你不向任何人提起我对你说过的有关于《日本女人》的秘密我将会非常感激。我已经答应保守这个秘密，若你不这样做将会给我带来不便。那么，我希望您能慎重考虑，如果您可能已经对迪布瓦说过一些，那么请您也建议他保持最彻底的沉默，否则，我的八卦和烦恼就会无休无止。”
有可能莫奈告诉了马奈他的伎俩，并告诉他不要告诉任何人，或者是因为受到了这幅画具有性暗示的性质的批评，莫奈想向公众隐瞒这幅画作以卡米耶为模版创作。尽管在 1918 年莫奈向乔治·贝尔南和勒内·然佩尔透露了此事之前，没有人提到卡米耶与这幅作品有关。金色假发被认为是掩饰她身份的手段。

## “和服星期三”争议
2015 年，波士顿美术博物馆举办了一个名为“和服星期三”的特别活动，邀请参观者在《日本女人》穿着画中和服的复制品摆拍。京都制造的和服由该倡议的日本共同赞助商 NHK 提供。和服首先在日本多个城市展出，并邀请参观者穿着和服合影留念。
波士顿美术馆将和服带到波士顿，并在美国进行日本此前进行的活动。该事件引起了抗议者的批评，他们将该计划描述为东方主义和白人优越主义的一个例子，指责博物馆“对这幅画的后殖民遗产的处理不足”。作为抗议活动的一部分， 汤博乐博客“非殖民化我们的博物馆”批评“和服星期三”活动是“文化挪用”的一种形式，并将其描述为“由一个历史悠久的白人机构制定，该机构保留了‘代表其他种族和文化群体权力并因此支配他们。”
尽管博物馆因批评而停止让游客穿和服的活动，但该计划得到了一些人的支持，日本副总领事告诉媒体，从日本的角度来看，抗议活动没有意义。在波士顿美术馆停止参观者穿着复制品拍照活动后，以蒂莫西·长冈为首的日本反抗议者穿着自己的和服参观了展览，他们认为和服不仅属于日本人，世界各族人民都可以享受。明治大学教授肖恩·奥德怀尔也为该计划辩护，理由他担心传统和服制造行业的萎缩性质，我们需要为了行业的生存而抓住任何可能的宣传机会。
莫奈选择日本女人作为主题是因为其在19世纪70年代巴黎的艺术市场普及。他后来的作品反映了更深层次的理解和对日本美学的应用，而这幅《日本女人》则相对浅显。

## 流转
- 1876年4月14日，莫奈和欧内斯特·霍舍德拍卖，巴黎德鲁奥酒店，拍品编号37
- 1877年4月19日，匿名（“L.”）拍卖，巴黎德鲁奥酒店，拍品编号 48，出售给康斯坦丁·德·拉斯蒂（Constantin de Rasty，卒于1923年），巴黎
- 1918年，拉斯蒂将其卖给了巴黎和纽约的保罗·罗森博格公司（Paul Rosenberg and Co.）
- 1920年，保罗·罗森博格公司将其出售给菲利普·莱曼（Philip Lehman）（生于1861年-卒于1947年），纽约
- 1921年，莱曼将其出售给伦敦的杜韦恩兄弟有限公司（Duveen Brothers, Inc.）;1937年，从伦敦杜韦恩公司运往纽约杜文公司
- 1956年3月8日，杜韦恩将画作以45,000美元出售给波士顿美术馆[7]